# Rhytisma
Genre
Rhytisma est un genre de champignons (Fungi) ascomycètes de la famille des Rhytismataceae. Ces champignons phytopathogènes affectent les feuilles des arbres angiospermes. Rhytisma acerinum dont les hôtes sont les Érables est l'espèce type de ce genre. Les symptômes sont causés par leur présence sont souvent des pustules noires bien visibles. Ces infections, quoique parfois importantes, ne provoquent pas de défoliation prématurée et sont généralement peu nuisibles.
Il s'agit par exemple de Rhytisma rhododendrii sur les Rhododendrons, Rhytisma ilicis sur le genre Ilex, Rhytisma lonicericola sur les Chèvrefeuilles, Rhytisma salicinum sur les Saules, Rhytisma juglandis sur le Marronnier, Rhytisma andromedae sur l'Andromède et Rhytisma ulmi sur les Ormes.

Quelques espèces de Rhytisma
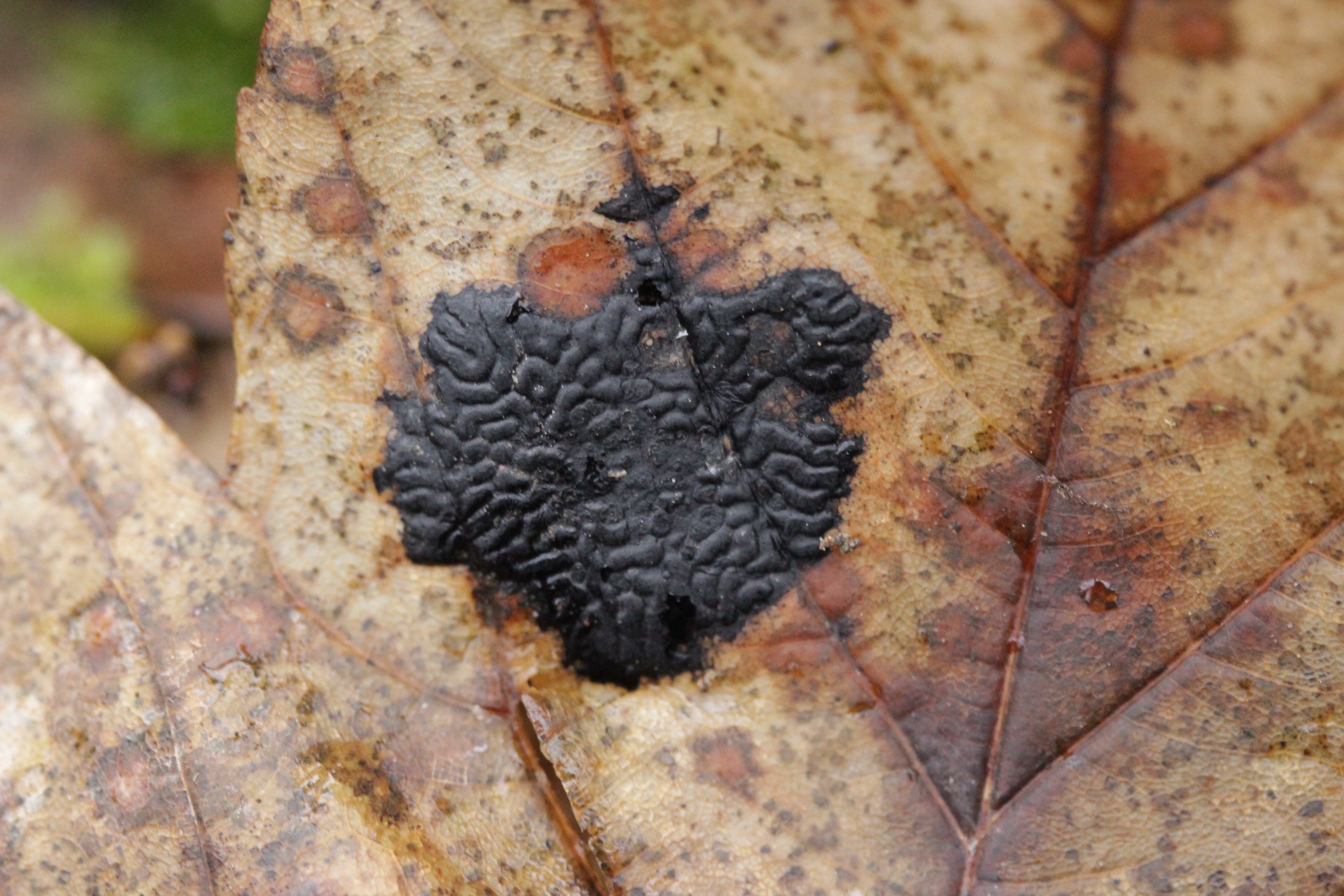
Stroma de Rhytisma acerinum
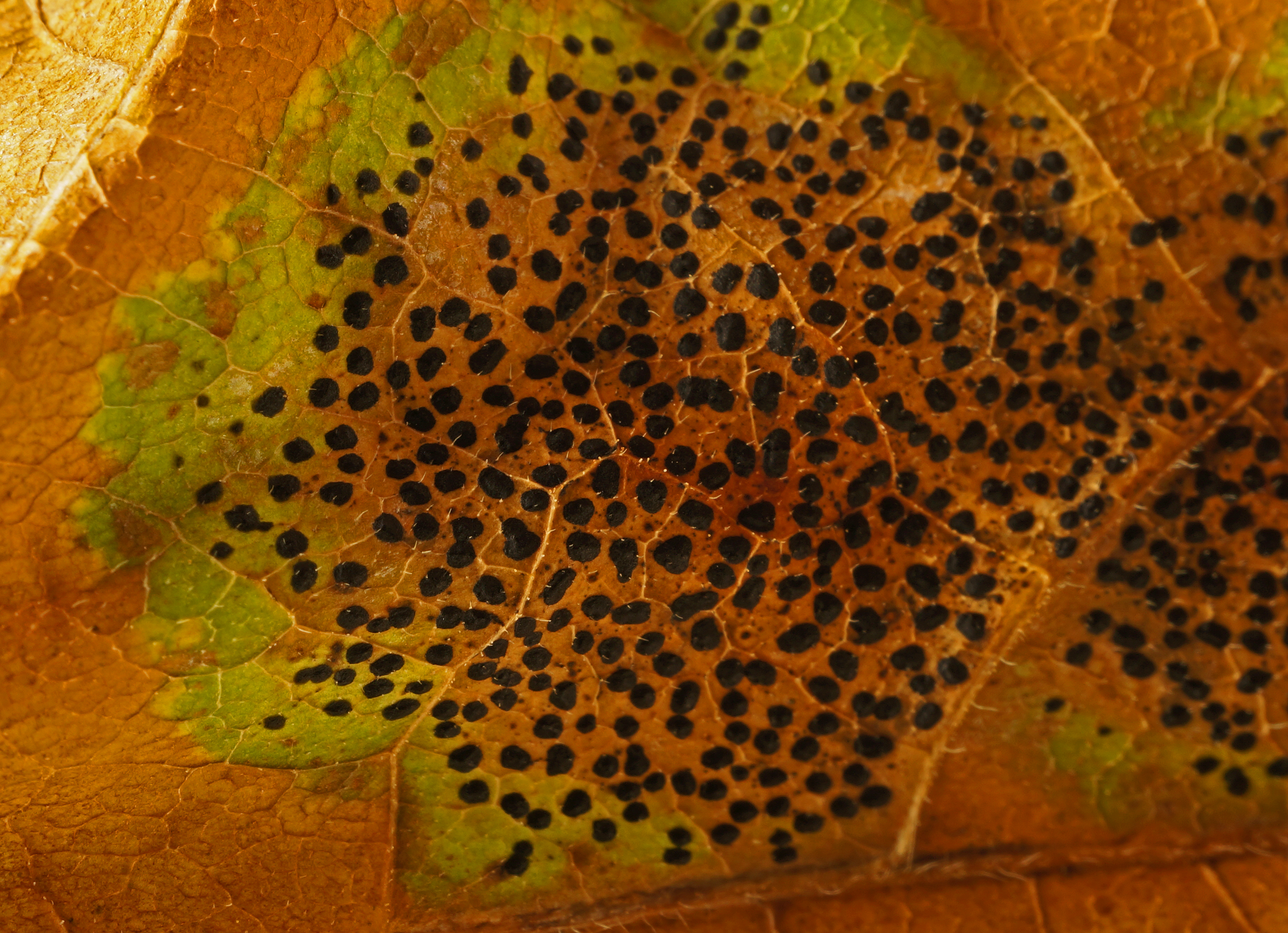
Stroma de Rhytisma punctatum
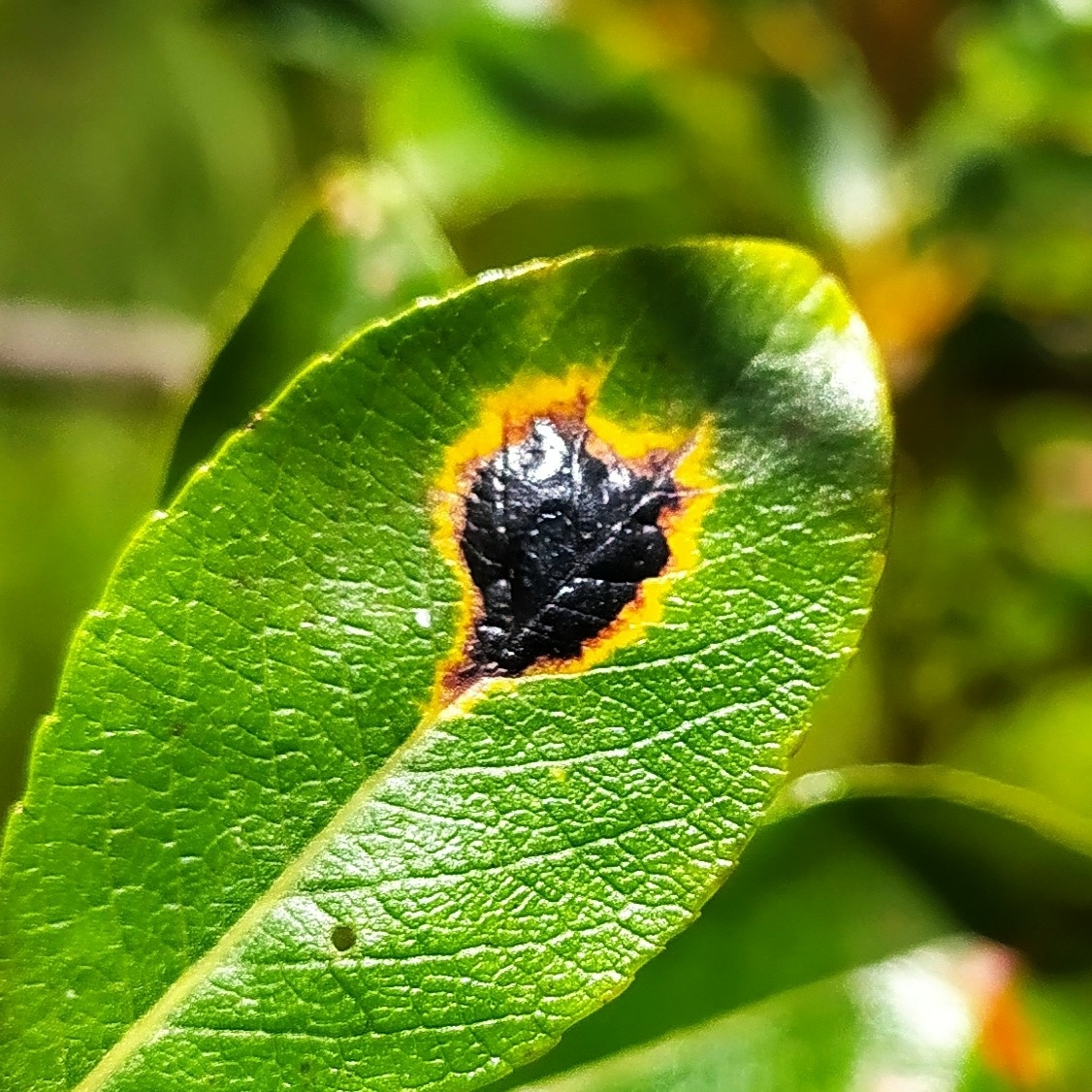
Rhytisma salicinum
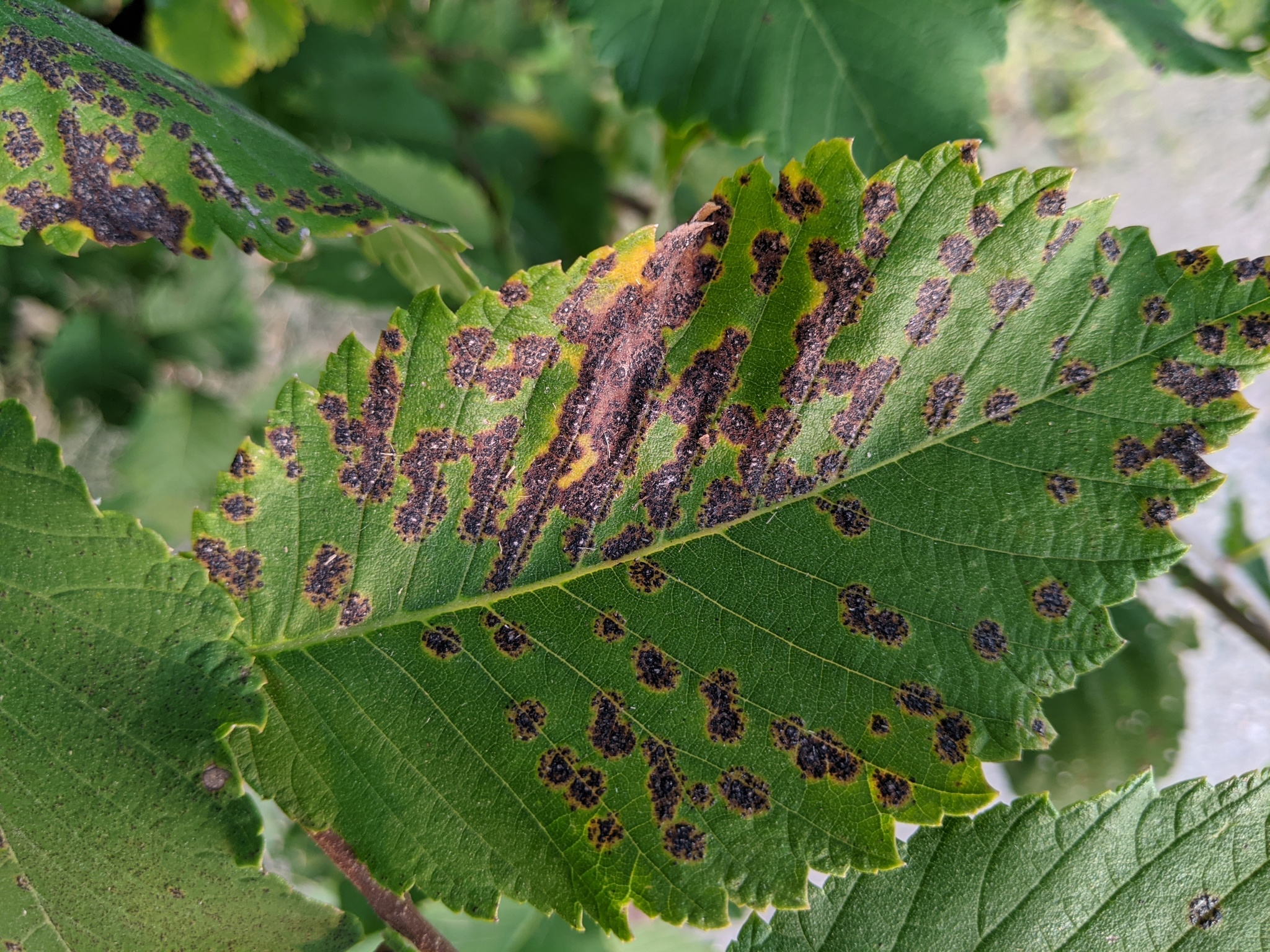
Rhytisma ulmi
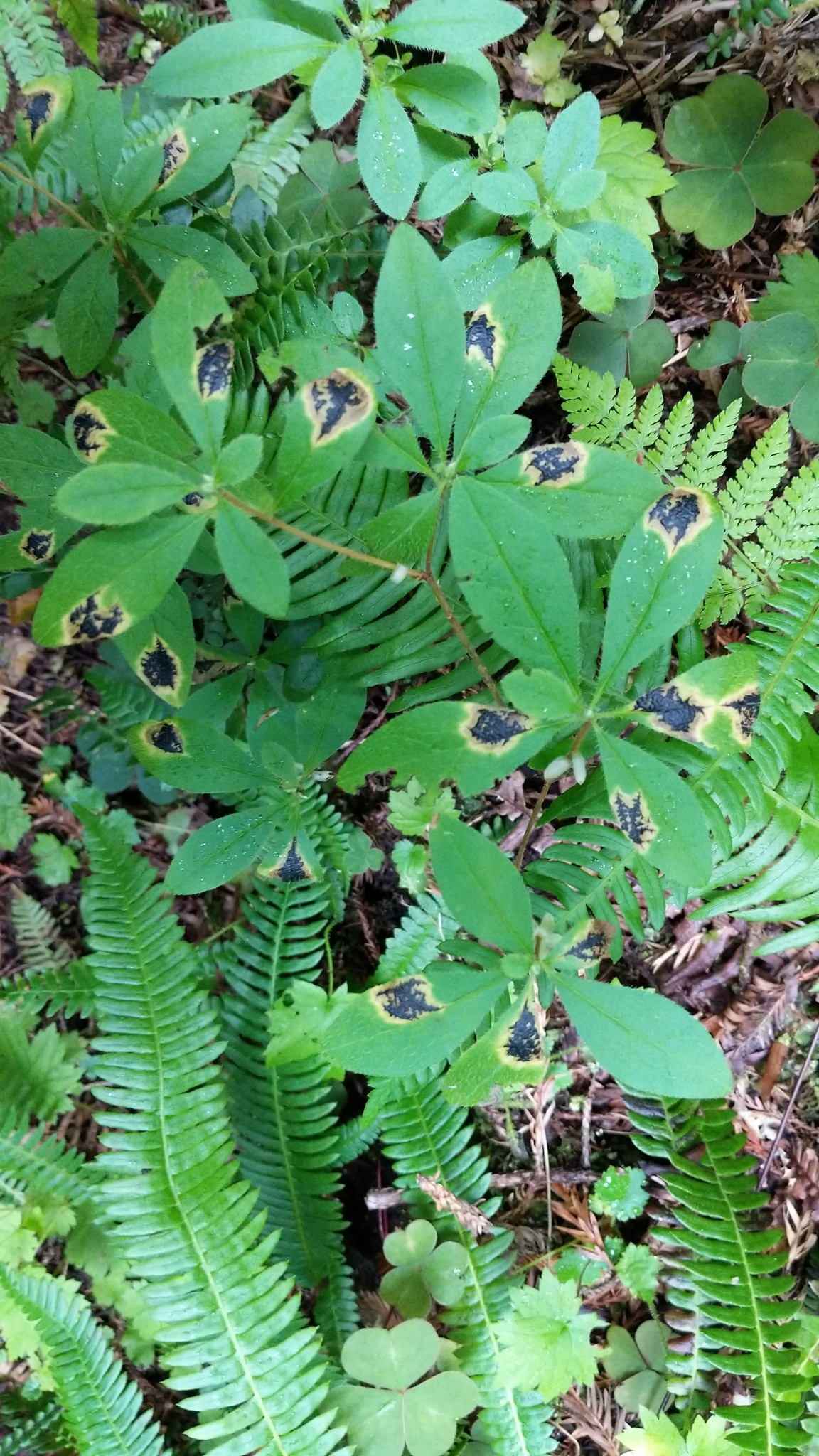
Rhytisma arbuti
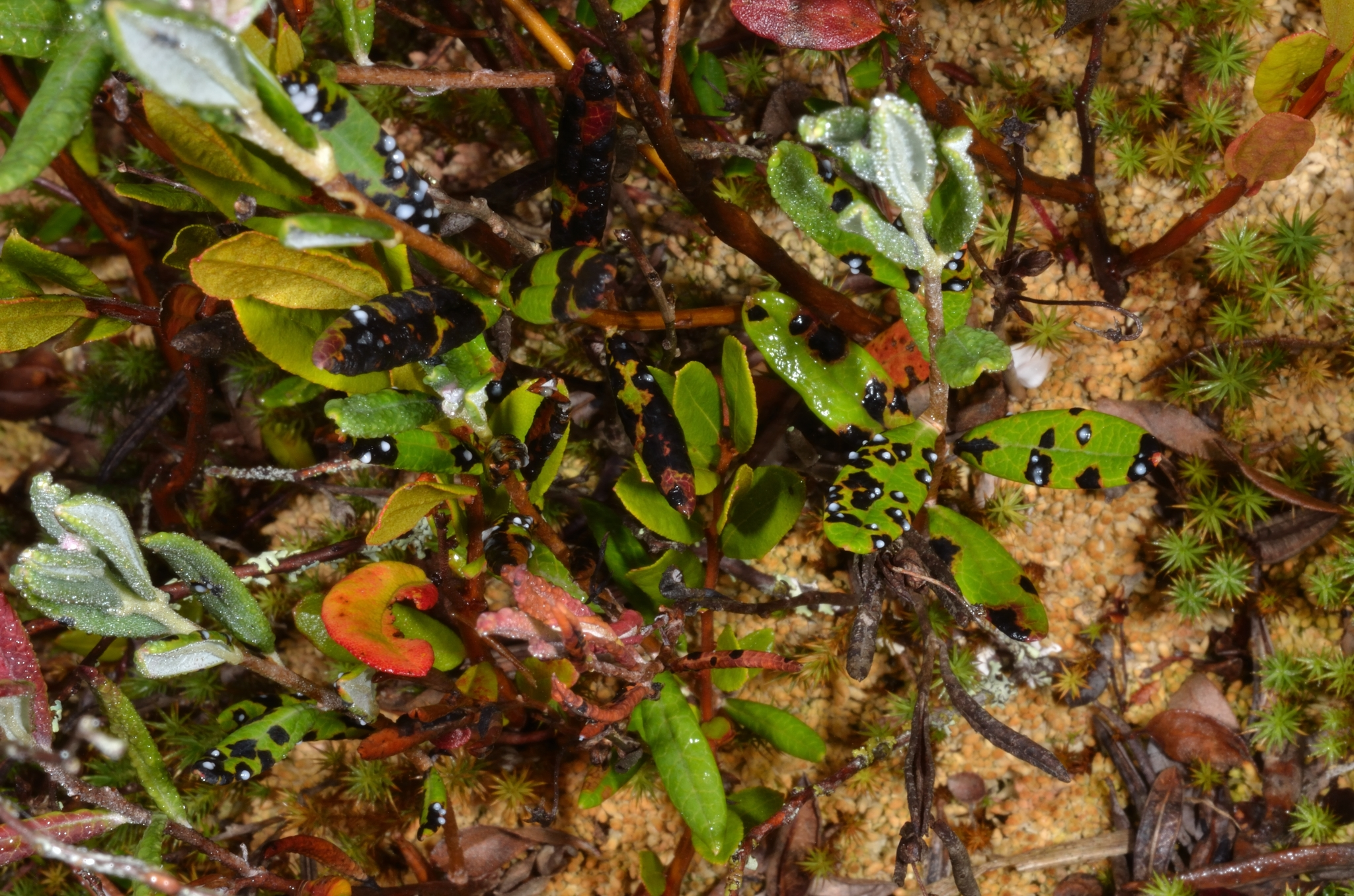
Rhytisma andromedae

## Ensemble des espèces
Liste des espèces selon Index Fungorum :
- Rhytisma acerinum (Pers.) Fr., 1819
- Rhytisma americanum Hudler & Banik, 1998
- Rhytisma andromedae (Pers.) Fr., 1819
- Rhytisma anhuiense C.L. Hou & M. Piepenbr., 2005
- Rhytisma asteris Schwein., 1822
- Rhytisma bontocense Syd., 1932
- Rhytisma decolorans Fr., 1823
- Rhytisma filamentosum S. Masumoto, M. Tojo, M. Uchida, S. Imura, 2015
- Rhytisma himalense Syd., P. Syd. & E.J. Butler, 1911
- Rhytisma hrubeschei Ettingsh., 1866
- Rhytisma huangshanense C.L. Hou & M.M. Wang, 2009
- Rhytisma ilicis-canadensis Schwein., 1832
- Rhytisma ilicis-integrae Y. Suto, 2009
- Rhytisma ilicis-latifoliae Henn., 1899
- Rhytisma ilicis-pedunculosae Y. Suto, 2009
- Rhytisma itatiaiae Rehm, 1896
- Rhytisma lagerstroemiae Henn., 1908
- Rhytisma liriodendri (Wallr.) Sacc., 1889
- Rhytisma menziesiae Koval, 1962
- Rhytisma panamense C.L. Hou, Trampe & M. Piepenbr., 2010
- Rhytisma prini (Schwein.) Fr., 1823
- Rhytisma priscum Ettingsh. & S. Garden, 1880
- Rhytisma pruni E. Müll., 1958
- Rhytisma punctatum (Pers.) Fr., 1819
- Rhytisma salicinum (Pers.) Fr., 1819
- Rhytisma sapoti C.F. Zhang & P.K. Chi (2000)
- Rhytisma shiraiana Hemmi & Kurata, 1931
- Rhytisma umbonatum Hoppe, 1844
- Rhytisma velatum (Schwein.) Fr., 1823
- Rhytisma yuexiense C.L. Hou & M. Piepenbr., 2005

## Synonymie
Rhytisma a pour synonymes :
- Melanosorus De Not., 1847
- Pachyrhytisma Höhn., 1917
- Placuntium Ehrenb., 1818
- Rhytisma Fr., 1818
- Stictostroma Höhn., 1917